# 찬경루 편액
찬경루 편액은 대한민국 경상북도 청송군 청송읍 월막리, 한국국학진흥원에 있다. 2010년 12월 1일 청송군의 문화유산 제16호로 지정되었다.

## 개요
정조 16년(1792년) 찬경루 중건 당시에 제작된 현판이다.